# Caryophyllia profunda
Espèce
Statut CITES
Caryophyllia profunda est une espèce de coraux appartenant à la famille des Caryophylliidae.